# Holographic Universe
Holographic Universe är det svenska melodisk death metal-bandet Scar Symmetrys tredje studioalbum, utgivet i juni 2008 på Nuclear Blast Records och i Japan på Avalon Music.
En musikvideo spelades in till "Morphogenesis", som även släpptes som singel.
Holographic Universe var bandets sista skiva med sångaren Christian Älvestam, som lämnade bandet samma år.

## Låtlista
1. "Morphogenesis" – 3:54
2. "Timewave Zero" – 5:13
3. "Quantumleaper" – 4:09
4. "Artificial Sun Projection" – 4:00
5. "The Missing Coordinates" – 4:37
6. "Ghost Prototype I (Measurement of Thought)" – 4:31
7. "Fear Catalyst" – 5:03
8. "Trapezoid" – 4:17
9. "Prism and Gate" – 3:46
10. "Holographic Universe" – 9:05
11. "The Three-Dimensional Shadow" – 3:57
12. "Ghost Prototype II (Deus ex Machina)" – 6:03

## Medverkande
Musiker
- Christian Älvestam – sång
- Per Nilsson – gitarr
- Jonas Kjellgren – gitarr
- Kenneth Seil – basgitarr
- Henrik Ohlsson – trummor

Produktion
- Jonas Kjellgren – producent, inspelningstekniker, mixning
- Thomas "Plec" Johansson – mastering
- Patrick Wittstock – omslagskonst, layout
- Pär Johansson – logotyp
- Olle Carlsson – foto